# Idanha-a-Nova
Idanha-a-Nova é uma vila raiana portuguesa no Distrito de Castelo Branco englobada na sub-região estatística da Beira Baixa que faz parte da Região do Centro, e que anteriormente fizera parte da histórica Província da Beira Baixa. Tem uma área de 1,71 km2 e 2.071 habitantes (2021), tendo, por isso, uma densidade populacional de 1211 habitantes por km2.
É sede do Município de Idanha-a-Nova, o quarto município mais extenso de Portugal com 1 416,34 km² de área, mas apenas com 8 340 habitantes (2021), subdividido em 13 freguesias. O município é limitado a norte pelo município de Penamacor, a leste e sul pela Espanha, a oeste por Castelo Branco e a noroeste pelo Fundão.
A 11 de Dezembro de 2015 a UNESCO considerou Idanha-a-Nova como Cidade da Música, como parte do programa Rede de Cidades Criativas.
Também é nesta vila que decorreram os últimos quatro acampamentos nacionais (Acanac 2007, Acanac 2012, Acanac 2017 e Acanac 2022) da maior organização escutista portuguesa, Corpo Nacional de Escutas, que contaram com mais de 18000 escuteiros (Acanac 2022).
A sua padroeira é Nossa Senhora da Conceição, celebrado a 8 de Dezembro, e não Nossa Senhora do Almortão, uma romaria celebrada na Segunda-Feira da segunda semana a seguir à Páscoa, dia em que é feriado municipal.

## Freguesias

Freguesias do município de Idanha-a-Nova.

O município de Idanha-a-Nova está dividido em 13 freguesias:
- Aldeia de Santa Margarida
- Idanha-a-Nova e Alcafozes
- Ladoeiro
- Medelim
- Monfortinho e Salvaterra do Extremo
- Monsanto e Idanha-a-Velha
- Oledo
- Penha Garcia
- Proença-a-Velha
- Rosmaninhal
- São Miguel de Acha
- Toulões
- Zebreira e Segura

| Freguesia                           | População (2021) | População (% do município) | Densidade Populacional (hab/km²) |
| ----------------------------------- | ---------------- | -------------------------- | -------------------------------- |
| Idanha-a-Nova e Alcafozes           | 2 386            | 28,61                      | 8,4                              |
| Ladoeiro                            | 1 052            | 12,61                      | 16,6                             |
| Zebreira e Segura                   | 1 007            | 12,07                      | 5,7                              |
| Monsanto e Idanha-a-Velha           | 766              | 9,18                       | 5                                |
| Penha Garcia                        | 547              | 6,56                       | 4,3                              |
| São Miguel de Acha                  | 514              | 6,16                       | 12,5                             |
| Monfortinho e Salvaterra do Extremo | 507              | 6,08                       | 3,7                              |
| Rosmaninhal                         | 436              | 5,23                       | 1,6                              |
| Oledo                               | 284              | 3,41                       | 10,3                             |
| Medelim                             | 227              | 2,72                       | 7,4                              |
| Toulões                             | 226              | 2,71                       | 6,2                              |
| Aldeia de Santa Margarida           | 201              | 2,41                       | 14,8                             |
| Proença-a-Velha                     | 187              | 2,24                       | 3,2                              |

## Património
- Solar dos Marqueses da Graciosa
- Catedral de Idanha-a-Velha
- Pelourinho de Idanha-a-Velha
- Castelo e muralhas de Monsanto
- Pelourinho de Monsanto
- Pelourinho de Penha Garcia
- Igreja Matriz de Proença-a-Velha, incluindo o altar-mor de talha dourada e as três imagens do Calvário
- Igreja da Misericórdia de Proença-a-Velha
- Pelourinho de Proença-a-Velha
- Pelourinho de Rosmaninhal
- Pelourinho de Salvaterra do Extremo
- Fortaleza de Segura
- Pelourinho de Segura
- Pelourinho de Zebreira

## Cultura
- Museu Epigráfico Egitaniense
- Centro Cultural Raiano
- Boom Festival

## Evolução da População do Município
De acordo com os dados provisórios avançados pelo INE o distrito de Castelo Branco registou em 2021 um decréscimo populacional na ordem dos 9.3% relativamente aos resultados do censo de 2011. No concelho de Idanha-a-Nova esse decréscimo rondou os 14.0%.
(Obs.: Número de habitantes "residentes", ou seja, que tinham a residência oficial neste município à data em que os censos  se realizaram.)
| Número de habitantes por Grupo Etário | Número de habitantes por Grupo Etário | Número de habitantes por Grupo Etário | Número de habitantes por Grupo Etário | Número de habitantes por Grupo Etário | Número de habitantes por Grupo Etário | Número de habitantes por Grupo Etário | Número de habitantes por Grupo Etário | Número de habitantes por Grupo Etário | Número de habitantes por Grupo Etário | Número de habitantes por Grupo Etário | Número de habitantes por Grupo Etário | Número de habitantes por Grupo Etário | Número de habitantes por Grupo Etário |
| ------------------------------------- | ------------------------------------- | ------------------------------------- | ------------------------------------- | ------------------------------------- | ------------------------------------- | ------------------------------------- | ------------------------------------- | ------------------------------------- | ------------------------------------- | ------------------------------------- | ------------------------------------- | ------------------------------------- | ------------------------------------- |
|                                       | 1900                                  | 1911                                  | 1920                                  | 1930                                  | 1940                                  | 1950                                  | 1960                                  | 1970                                  | 1981                                  | 1991                                  | 2001                                  | 2011                                  | 2021                                  |
| 0-14 Anos                             | 8 869                                 | 10 393                                | 8 635                                 | 9 130                                 | 11 070                                | 9 919                                 | 7 701                                 | 3 950                                 | 2 407                                 | 1 645                                 | 1 047                                 | 846                                   | 725                                   |
| 15-24 Anos                            | 3 499                                 | 4 558                                 | 4 909                                 | 5 441                                 | 5 346                                 | 5 770                                 | 5 051                                 | 2 895                                 | 1 839                                 | 1 306                                 | 1 103                                 | 666                                   | 598                                   |
| 25-64 Anos                            | 9 337                                 | 10 513                                | 10 573                                | 11 778                                | 14 089                                | 14 564                                | 14 526                                | 9 975                                 | 7 166                                 | 5 881                                 | 4 766                                 | 4 035                                 | 3 455                                 |
| = ou > 65 Anos                        | 1 020                                 | 1 211                                 | 1 395                                 | 1 568                                 | 2 078                                 | 2 670                                 | 3 140                                 | 3 760                                 | 4 689                                 | 4 798                                 | 4 743                                 | 4 169                                 | 3 577                                 |
| > Id. desconh                         | 0                                     | 178                                   | 106                                   | 35                                    | 59                                    |                                       |                                       |                                       |                                       |                                       |                                       |                                       |                                       |

(Obs: De 1900 a 1950 os dados referem-se à população "de facto", ou seja, que estava presente no município à data em que os censos se realizaram. Daí que se registem algumas diferenças relativamente à designada população residente)

## Política

### Presidentes eleitos
- 2021–2025: Armindo Moreira da Palma Jacinto (PS)[10]
- 2017–2021: Armindo Moreira da Palma Jacinto (PS)[11]
- 2013–2017: Armindo Moreira da Palma Jacinto (PS)[12]
- 2009–2013: Álvaro José Cachucho Rocha (PS)
- 2005–2009: Álvaro José Cachucho Rocha (PS)
- 2001–2005: Álvaro José Cachucho Rocha (PS)
- 1997–2001: Francisco de Sousa Batista (PPD/PSD)
- 1993–1997: Joaquim Morão Lopes Dias (PS)
- 1989–1993: Joaquim Morão Lopes Dias (PS)
- 1985–1989: Joaquim Morão Lopes Dias (PS)
- 1982–1985: Joaquim Morão Lopes Dias (PS)
- 1979–1982: Pedro Augusto Camacho Vieira (PS)
- 1976–1979: Pedro Augusto Camacho Vieira (PS)

### Eleições autárquicas[14]
| Data | %     | V     | %       | V       | %       | V       | %              | V            | %              | V  | %              | V   | %              | V       | Participação |                |
| Data | PS    | PS    | PPD/PSD | PPD/PSD | CDS-PP  | CDS-PP  | FEPU/APU/CDU   | FEPU/APU/CDU | AD             | AD | IND            | IND | PSD-CDS        | PSD-CDS | Participação |                |
| ---- | ----- | ----- | ------- | ------- | ------- | ------- | -------------- | ------------ | -------------- | -- | -------------- | --- | -------------- | ------- | ------------ | -------------- |
| Data | 1976  | 42,78 | 4       | 32,53   | 3       | 9,14    | -              | 5,15         | -              |    |                |     |                |         |              | 54,07 / 100,00 |
| 1979 | 44,62 | 4     | AD      | AD      | AD      | AD      | 9,08           | -            | 40,77          | 3  | 70,88 / 100,00 |     |                |         |              |                |
| 1982 | 60,07 | 5     | AD      | AD      | AD      | AD      | 5,98           | -            | 25,89          | 2  | 66,32 / 100,00 |     |                |         |              |                |
| 1985 | 69,38 | 6     | 18,79   | 1       |         |         | 5,57           | -            |                |    | 63,17 / 100,00 |     |                |         |              |                |
| 1989 | 66,56 | 6     | 21,20   | 1       | 4,79    | -       | 62,66 / 100,00 |              |                |    |                |     |                |         |              |                |
| 1993 | 66,23 | 5     | 22,64   | 2       | 4,02    | -       | 65,79 / 100,00 |              |                |    |                |     |                |         |              |                |
| 1997 | 42,39 | 3     | 44,88   | 4       | 2,68    | -       | 4,41           | -            | 68,17 / 100,00 |    |                |     |                |         |              |                |
| 2001 | 45,83 | 4     | 45,74   | 3       | 1,58    | -       | 1,61           | -            | 74,58 / 100,00 |    |                |     |                |         |              |                |
| 2005 | 53,10 | 4     | 37,29   | 3       | 2,12    | -       | 2,40           | -            | 74,66 / 100,00 |    |                |     |                |         |              |                |
| 2009 | 58,50 | 5     | 28,04   | 2       | 5,18    | -       | 2,87           | -            | 67,38 / 100,00 |    |                |     |                |         |              |                |
| 2013 | 64,14 | 4     | 14,59   | 1       | 3,65    | -       | 5,37           | -            | 4,53           | -  | 65,61 / 100,00 |     |                |         |              |                |
| 2017 | 61,81 | 4     | CDS-PP  | CDS-PP  | PPD/PSD | PPD/PSD | 7,72           | -            |                |    | 20,91          | 1   | 58,62 / 100,00 |         |              |                |
| 2021 | 53,69 | 3     | 6,28    | -       |         |         | 3,38           | -            | 31,73          | 2  |                |     | 65,87 / 100,00 |         |              |                |

### Eleições legislativas
| Data | %     | %     | %     | %    | %     | %     | %        | %     | %    | %     | %    | %   | %       | % | %  | %  |
| Data | PS    | CDS   | PSD   | PCP  | UDP   | AD    | APU/ CDU | FRS   | PRD  | PSN   | BE   | PAN | PSD CDS | L | CH | IL |
| ---- | ----- | ----- | ----- | ---- | ----- | ----- | -------- | ----- | ---- | ----- | ---- | --- | ------- | - | -- | -- |
| 1976 | 41,55 | 18,17 | 16,09 | 3,94 | 1,41  |       |          |       |      |       |      |     |         |   |    |    |
| 1979 | 38,85 | AD    | AD    | APU  | 1,75  | 39,66 | 8,26     |       |      |       |      |     |         |   |    |    |
| 1980 | FRS   | AD    | AD    | APU  | 0,78  | 41,73 | 5,94     | 42,22 |      |       |      |     |         |   |    |    |
| 1983 | 48,89 | 10,04 | 21,50 | APU  | 0,76  |       | 8,27     |       |      |       |      |     |         |   |    |    |
| 1985 | 24,93 | 5,59  | 24,09 | APU  | 1,03  | 6,91  | 29,67    |       |      |       |      |     |         |   |    |    |
| 1987 | 29,75 | 4,18  | 46,06 | CDU  | 0,96  | 4,61  | 3,78     |       |      |       |      |     |         |   |    |    |
| 1991 | 36,28 | 2,88  | 48,80 | CDU  |       | 2,52  | 0,85     | 3,77  |      |       |      |     |         |   |    |    |
| 1995 | 60,29 | 5,59  | 26,58 | CDU  | 0,86  | 2,07  |          |       |      |       |      |     |         |   |    |    |
| 1999 | 56,54 | 5,02  | 29,67 | CDU  |       | 3,68  | 0,76     |       |      |       |      |     |         |   |    |    |
| 2002 | 48,89 | 5,81  | 38,07 | CDU  | 1,77  | 0,77  |          |       |      |       |      |     |         |   |    |    |
| 2005 | 59,38 | 4,36  | 25,99 | CDU  | 2,64  | 2,05  |          |       |      |       |      |     |         |   |    |    |
| 2009 | 45,55 | 7,57  | 29,82 | CDU  | 3,35  | 5,68  |          |       |      |       |      |     |         |   |    |    |
| 2011 | 38,48 | 8,68  | 38,27 | CDU  | 3,10  | 2,60  | 0,47     |       |      |       |      |     |         |   |    |    |
| 2015 | 46,70 | PSD   | CDS   | CDU  | 5,13  | 6,60  | 0,65     | 30,51 | 0,34 |       |      |     |         |   |    |    |
| 2019 | 48,35 | 3,60  | 22,82 | CDU  | 4,95  | 7,30  | 1,71     |       | 0,62 | 1,56  | 0,22 |     |         |   |    |    |
| 2022 | 51,68 | 1,45  | 23,41 | CDU  | 2,96  | 3,08  | 0,91     | 0,63  | 9,76 | 1,54  |      |     |         |   |    |    |
| 2024 | 39,04 | AD    | AD    | CDU  | 22,27 | 2,35  | 2,69     | 0,87  | 1,14 | 23,62 | 1,48 |     |         |   |    |    |

## Geminações
A vila de Idanha-a-Nova é geminada com as seguintes cidades:
- Petrés, Comunidade Valenciana, Espanha
- Vert-le-Grand, Essonne, França
- Condeixa-a-Nova, Distrito de Coimbra, Portugal

## Educação
No concelho existe o Agrupamento de Escolas José Silvestre Ribeiro, do qual fazem parte os seguintes estabelecimentos:
- Jardim de Infância de São Miguel de Acha
- Jardim de Infância de Rosmaninhal
- Jardim de Infância de Termas de Monfortinho
- Escola Básica do 1º ciclo com jardim de infância de Idanha-a-Nova
- Escola Básica do 1º ciclo com jardim de infância de Ladoeiro
- Escola Básica do 1º ciclo com jardim de infância de Monsanto
- Escola Básica do 1º ciclo com jardim de infância de Penha Garcia
- Escola Básica do 1º ciclo com jardim de infância de Zebreira
- Escola Básica e Secundária José Silvestre Ribeiro

Ensino Profissional
- EPRIN - Escola Profissional da Raia em Idanha-a-Nova

Ensino Superior
- A este nível existe a ESGIN, Escola Superior de Gestão de Idanha-a-Nova, que faz parte do Instituto Politécnico de Castelo Branco.